# Chelodina canni
La tortuga de cuello de serpiente de Cann (Chelodina canni) es una especie de tortuga del género Chelodina, perteneciente a la familia Chelidae. Fue descrita científicamente por McCord y Thomson en 2002.

## Distribución
Se encuentra en	Australia (Territorio del Norte).